# Керкраде
Керкраде (нід. Kerkradeⓘ, МФА: [ˈkɛrkˌraˑdə]) — місто і громада в провінції Лімбург, південно-східні Нідерланди.
На сході межує з німецьким Герцогенратом.
Одна з визначних пам'яток Керкраде — вулиця Нівстрат (Nieuwstraat). По ній проходить межа між Нідерландами та Німеччиною. З німецької сторони вулиця носить назву Нойштрассе (Neustrasse). Обидві назви переводяться однаково — Нова вулиця.
У місті базується футбольний клуб «Рода», який виступає у вищій лізі чемпіонату Нідерландів.

## Історія
Історія Керкраде тісно пов'язана з сусіднім Херцогенратом. В XI столітті це було одне поселення, що називалося Роде і розташоване біля річки Вурм. В 1104 році монахи-августинці заснували поруч з ним абатство.
Поселення Роде багато разів змінювало власника. Коли воно входило до складу Брабантського герцогства, його назва була змінена на Хертогенроде (тобто  герцогський Роде ). За часів французького панування воно носило назву Ролдюк. З 1661 року поселення контролювалося іспанцями, з 1713 по 1785 роки — австрійцями, з 1795 по 1813 роки — французами. Нарешті в 1815 році при утворенні королівства Нідерландів поселення було розділене на західну і східну частини. Західна стала нідерландським містом Керкраде, а східна — німецьким Херцогенрат.
В XIII столітті монахи збудували кілька вугільних шахт. У 1860 році почалося більш масштабне освоєння родовищ, місто стало стрімко зростати і до початку XX століття поглинуло кілька дрібних сіл. Після 1960 року всі шахти в Лімбурзі були закриті.

## Спорт
У місті базується професійний футбольний клуб «Рода», який виступає в вищому дивізіоні чемпіонату Нідерландів.